# سیح، عمان
سیح  یک منطقهٔ مسکونی در امارات متحده عربی است که در رأس‌الخیمه واقع شده‌است.
 سیح   ۱۹۵ متر بالاتر از سطح دریا واقع شده‌است.